# Primul contact (nuveletă)
„Primul contact” (în engleză: „First Contact”) este o nuveletă științifico-fantastică  din 1945 a scriitorului american Murray Leinster. A primit un premiu Retro Hugo pentru cea mai bună nuveletă în 1996.
Două specii egale din punct de vedere tehnologic fac primul contact în spațiul îndepărtat. Ambele doresc tehnologia și comerțul pe care cealaltă specie îl poate oferi, dar nici una nu poate risca soarta planetei de origine pe baza unei încrederi nefondate.
A fost una dintre lucrările alese în 1970 de Science Fiction Writers of America ca fiind una dintre cele mai bune povestiri științifico-fantastice publicate înainte de crearea premiilor Nebula. Astfel, a fost publicată în The Fiction Science Hall of Fame Volume One, 1929-1964.

## Prezentare
Călătoria spațială a devenit o rutină între planetele din sistemul solar. Navele sunt ca navele maritime de război sau ca navele de cercetare. Există tehnologii precum „overdrive” care permite unei nave să călătorească mult mai repede decât lumina în spațiul normal și asigură o gravitație artificială în interiorul unei nave. Puterea atomică este utilizată peste tot, chiar și în unitatea de propulsie a costumului spațial. Navele sunt echipate cu „blastere”, nu neapărat pentru a fi utilizate ca arme, ci pentru distrugerea resturilor spațiale care altfel s-ar ciocni cu nava.
Nava de explorare Llanvabon se apropie de Nebuloasa Crabului când detectează brusc o altă navă pe radarul său. De fapt, radarele celor două nave interferează între ele, astfel încât fiecare vede o imagine distorsionată a celeilalte nave. Chiar și după ce problema este rezolvată și cele două echipaje, unul uman, celălalt extraterestru, stabilesc comunicarea, ambele își dau seama că au o problemă. Niciuna dintre nave nu poate pleca fără a se asigura că cealaltă nu o poate urmări pe planeta lor natală.
Extratereștrii sunt bipezi umanoizi, dar văd în zona infraroșie a spectrului. De asemenea, în loc să folosească sunetul pentru a comunica între ei, ei folosesc microundele emise de un organ din cap. După cum se exprimă un om, „Din punctul nostru de vedere, ei sunt telepatici. Desigur, din punctul lor de vedere, la fel suntem și noi."
Echipajele descoperă că au multe în comun. Acest lucru este valabil mai ales pentru tânărul Tommy Dort și omologul său de pe cealaltă navă, căreia i-a fost atribuit numele Buck. Deși sunt capabili să comunice doar printr-un cod artificial, sunt capabili să stabilească un raport. Cu toate acestea, Buck este pesimist cu privire la rezultatul final. Îi trimite lui Tommy un mesaj: „Ești un tip bun. Păcat ca trebuie sa ne ucidem reciproc. "
Impasul persistă. Nicio navă nu îndrăznește să plece de teamă că cealaltă va reuși să o urmărească până acasă. Niciunul dintre căpitani nu este pregătit să riște să atace cealaltă navă. Apoi, Tommy își dă seama care este ieșirea din impas. El și căpitanul său aranjează un schimb de personal între nave. Tommy și căpitanul merg la bordul navei extraterestre în timp ce doi extratereștri se îmbarcă pe Llanvabon. Apoi vine cu un ultimatum: vor detona bateriile atomice din costumele lor dacă extratereștrii refuză să se conformeze planului lor, acela ca fiecare echipaj să ducă nava celuilalt înapoi pe planeta lor natală. Fiecare va dezactiva toate echipamentele de urmărire de pe propria navă înainte de schimb și, într-adevăr, vor trebui să fie minuțioși pentru a împiedica noul echipaj să le urmărească.
În acest moment, extratereștrii încep să se comporte foarte ciudat, zvâcnind-se sau culcându-se și lovind cu piciorul în podea. De fapt, acesta este echivalentul lor pentru râs. Semenii lor tocmai au dat oamenilor același ultimatum și au același plan.
Povestea se încheie în timp ce fiecare echipaj preia nava celuilalt. Bineînțeles, înainte de a părăsi propria lor navă, au distrus sau înlăturat tot ceea ce ar putea indica drumul înapoi către lumea lor natală. Fiecare beneficiază de noua tehnologie de pe nava celuilalt. Fiecare a lăsat întreagă biblioteca de ficțiune a celeilalte rase pentru  o perspectivă asupra gândirii lor. Sunt de acord să repete întâlnirea în același loc în viitor.
Tommy este încrezător că cele două rase se vor înțelege. El crede acest lucru deoarece, așa cum îi spune căpitanului, el și Buck au petrecut mult timp schimbând glume murdare.

## Piese radio
Această povestire a fost interpretată ca o piesă radio a emisiuniiDimension X la 8 septembrie 1951 și a seriei X Minus One⁠(d) la 6 octombrie 1955, condensată oarecum și cu un final diferit.
Povestea a fost interpretată și pe Exploring Tomorrow, la 15 ianuarie 1958.

## Stil
Stilul și limbajul din Primul contact au fost văzute ca fiind semnificative Epocii de Aur a științifico-fantasticului.

## Acțiune în justiție împotriva Paramount Pictures
În 2000, moștenitorii lui Leinster au dat în judecată Paramount Pictures pentru realizarea filmului cu titlul Star Trek: Primul contact, susținând că sunt proprietari ai drepturilor de autor ai lucrării lui Leinster și astfel ai mărcii înregistrate Primul contact (First Contact). Curtea Districtuală pentru Districtul de Est al Virginiei  (U.S. District Court for the Eastern District of Virginia⁠(d)) a admis moțiunea Paramount pentru o judecată sumară și a respins procesul. Curtea a constatat că, indiferent dacă Leinster a inventat primul expresia cu această povestire, între timp a devenit un termen generic și, prin urmare, neprotejabil, care descrie o temă comună în science fiction în care oamenii întâlnesc pentru prima dată specii extraterestre. Chiar dacă titlul era în schimb „descriptiv”  nu au existat dovezi că titlul avea asocierea necesară în mintea publicului (cunoscută sub numele de „semnificație secundară”) astfel încât utilizarea sa ar fi fost în mod normal înțeleasă ca făcând referire la povestirea lui Leinster. La rejudecarea dosarului la instanța superioară (Second Circuit Court of Appeals⁠(d)) s-a validat hotărârea instanței inferioare fără alte comentarii.